# Stemma di Asti
Lo stemma della Città di Asti è uno scudo rosso con croce d'argento. Lo scudo è timbrato da una corona comitale.
Allo scudo sono accostati «due rami di palma, decussati sotto la punta e legati di rosso».
Il cartiglio sottostante riporta il motto latino: Aste Nitet Mundo Sancto Custode Secundo, ovvero: Asti risplende nel mondo per merito del suo Santo Custode Secondo.

## L'origine

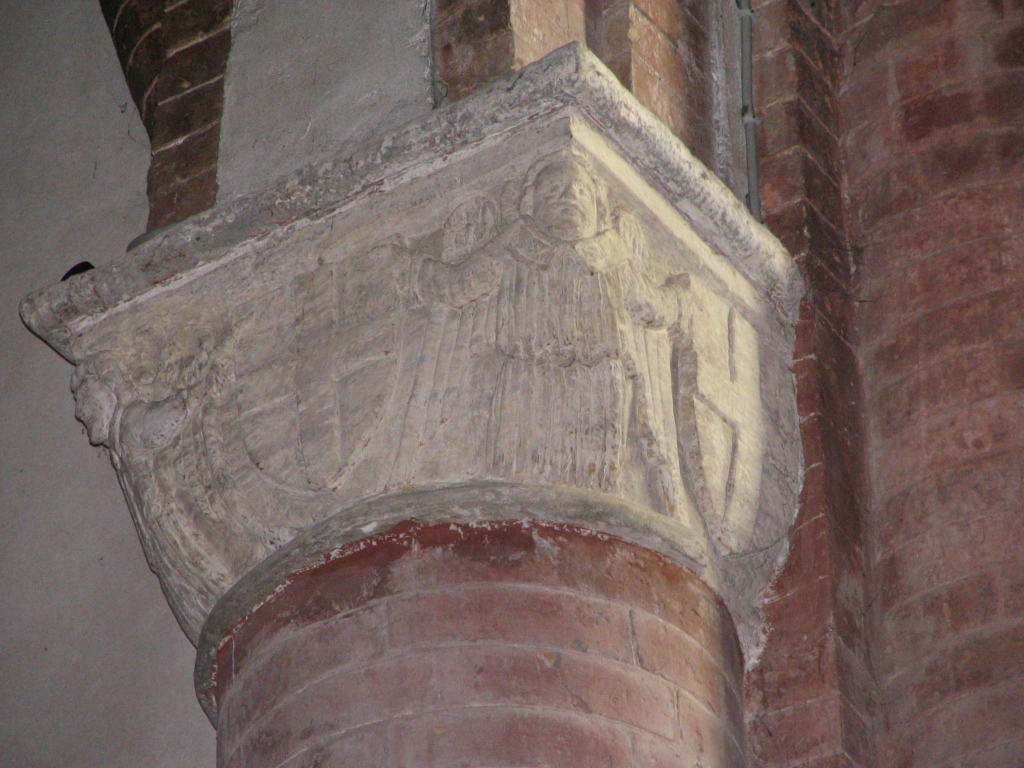
Stemma di Asti nella Cappella di San Giovanni

La croce pare sia stata la prima figura utilizzata in araldica.
Anche lo stemma della città di Asti, sembra che nasca nel periodo delle crociate.
L'utilizzo della croce sullo scudo, come segno distintivo, è tradizionalmente accostato all'epopea dei cristiani in Terra santa.

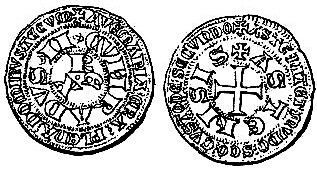
Il Grosso Tornese

Probabilmente la partecipazione degli astigiani alle crociate nel 1202 e 1209 influì sulla scelta dello stemma comunale, essendo la croce bianca su fondo rosso, anche il simbolo degli ospitalieri di San Giovanni, presenti ad Asti nella chiesa di San Pietro in Consavia, dal 1260.
A san Giovanni Battista era dedicata anche una chiesa sorta in periodo medievale nei pressi del Duomo (San Giovanni del Duomo), dove si tenevano le riunioni del Comune di Asti.
Inoltre, nella Collegiata di San Secondo, lo stemma comunale è presente sui capitelli della Cappella dedicata a San Giovanni Battista, a rafforzare la teoria del profondo legame tra il Santo e la città.
Anche i fregi e le decorazioni bianco-rossi, presenti nell'architettura medievale astigiana, riprendono i colori dello stemma del Comune.

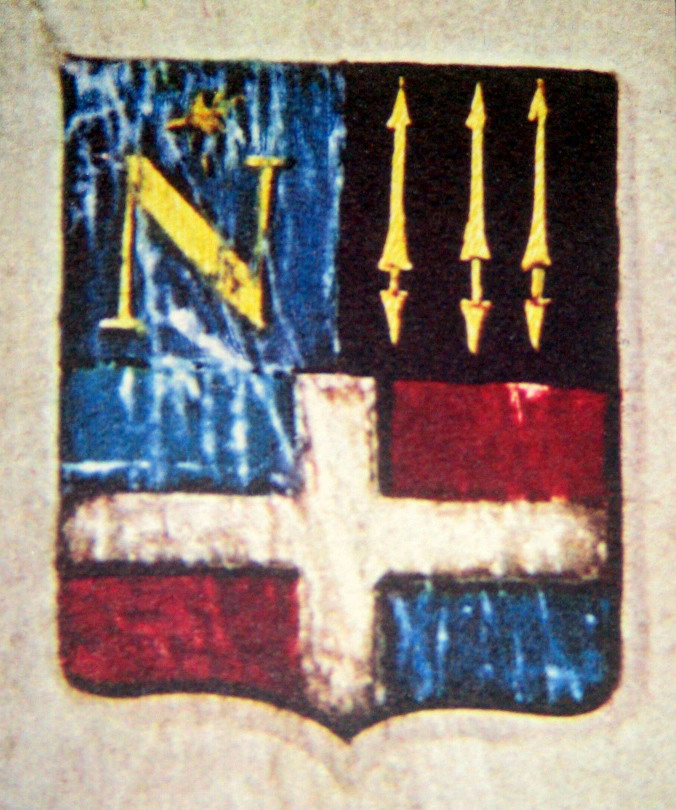
Stemma di Asti del 1811

Il motto della città comparve, per la prima volta, effigiato sul grosso tornese del 1275, intorno alla croce patente.

## XVIII e XIX secolo
Nel 1779, i rivoluzionari della repubblica di Asti, durante i pochi giorni di governo della città, adottarono quale simbolo civico la coccarda bianco-rossa, disdegnando l'antico stemma rossocrociato, rappresentante di quel mondo nobiliare contro cui si erano battuti.
Nel 1811, sotto il dominio Napoleonico lo stemma della città venne modificato.
Con decreto del 20 luglio si dispose che "…al primo inquartato a destra delle città di seconda classe, che è d'azzurro ad un N sormontato da stella raggiante d'oro, a sinistra di sabbia a tre lance antiche disposte in  palo d'oro; al secondo campo d'azzurro e di rosso, dalla croce d'argento toccante gli orli,; fondo blu, rosso cupo, bianco, giallo…”

Stemma di Asti nel periodo fascista

Lo stemma ritornò alle origini dopo la restaurazione.
Subirà una nuova modifica nel periodo fascista. Il regime impose allo stemma il capo del Littorio.